# (14115) Melaas
(14115) Melaas (1998 QO36) – planetoida z pasa głównego asteroid okrążająca Słońce w ciągu 3,83 lat w średniej odległości 2,45 j.a. Odkryta 17 sierpnia 1998 roku.